# Elmira Syzdykova
Elmira Syzdykova (n. 5 februarie 1992, Provincia Kazahstanul de Nord, Kazahstan) este o luptătoare ce a reprezentat Kazahstan, medaliată olimpică. A participat la 2 ediții ale Jocurilor Olimpice (2016, 2020) în care a câștigat o medalie de bronz.